# B́
B́ (minuskule b́) je speciální písmeno latinky. Nazývá se B s čárkou. V současnosti se již nepoužívá v žádném jazyku, ale dříve se používalo v hornolužické a dolnolužické srbštině, kde však je nyní nahrazeno za bj (b́e (zastarale)–bje (současně)–bě (česky))